# سامودوروفکا
سامودوروفکا (به لاتین: Samodurovka) یک منطقهٔ مسکونی در روسیه است که در باشقیرستان واقع شده‌است.